# トレーディア
トレーディア株式会社（英: TRADIA CORPORATION）は、兵庫県神戸市中央区に本社を置く総合物流会社。

## 概要
1941年（昭和16年）4月1日設立。港湾運送事業を主力とし、国際輸送事業や兼業事業を行う。社名は、TRADE（トレード）とIDEA（イデア）を合わせた合成語である。
2011年（平成23年）2月には東海地方を地盤とするトランコム株式会社と資本業務提携を締結し、同社が筆頭株主となっている。

## 沿革
- 1941年（昭和16年）4月1日 - 大日通運株式会社として設立[2]。
- 1944年（昭和19年）12月 - 日新運輸株式会社および南海運輸株式会社を吸収合併し、大日南海通運株式会社に商号を変更[2]。
- 1948年（昭和23年）5月 - 大日通運株式会社に商号を戻す[2]。
- 1969年（昭和44年）1月 - 広瀬産業海運株式会社の株式を取得し関連会社化[2]。
- 1969年（昭和44年）5月 - 森本倉庫株式会社と合弁で阪神コンテナー株式会社を設立[2]。
- 1971年（昭和46年）10月 - 大阪証券取引所市場第二部に株式を上場[2]。
- 1980年（昭和55年）11月 - 大日物流株式会社を設立[2]。
- 1984年（昭和59年）4月 - ソーラー・エンタープライズ株式会社を設立[2]。
- 1994年（平成6年）4月 - トレーディア株式会社に商号を変更[2]。
- 2000年（平成12年）1月 - 三笠陸運株式会社の株式を取得し関連会社化[2]。
- 2004年（平成16年）8月 - 株式会社忠和商会の株式を取得し関連会社化[2]。
- 2011年（平成23年）
  - 2月21日 - トランコム株式会社と資本業務提携契約を締結[2]。
  - 2月 - 中国の上海錦昶物流有限公司およびインドのOMTRANS Logistics Ltd.社との合弁で社錦茂国際物流（上海）有限公司を設立[2]。
- 2013年（平成25年）7月16日 - 大阪証券取引所と東京証券取引所の現物株市場統合に伴い、東京証券取引所市場第二部に上場[2]。
- 2016年（平成28年）9月 - ベトナムのWORLDWIDE LINK社との合弁でTRALINKS CO.,LTDを設立[2]。

## 事業所
- 本社・神戸支店（兵庫県神戸市中央区）
- 京浜支店（東京都港区）
- 名古屋支店（愛知県名古屋市港区）

## 関連会社
連結子会社
- 大日物流株式会社

持分法適用会社
- 阪神コンテナー輸送株式会社
- 三笠陸運株式会社
- 広瀬産業海運株式会社
- ソーラー・エンタープライズ株式会社
- 株式会社忠和商会
- 錦茂国際物流（上海）有限公司（中国）